# Praxifanes
Praxifanes (en llatí Praxiphanes, en grec antic Πραξιφάνης) fou un filòsof peripatètic nadiu bé de Mitilene, a Lesbos, segons Climent d'Alexandria o bé de  Rodes, diu Estrabó.
Va viure en temps de Demetri Poliorcetes i de Ptolemeu I Sòter, al final del segle iv aC i començament del segle III aC. Va ser deixeble de Teofrast cap a l'any 322 aC i després va obrir escola pròpia on es diu que hi va estudiar Epicur, segons Diògenes Laerci. Va dedicar especial atenció als estudis gramaticals i és considerat junt amb Aristòtil un dels fundadors de la ciència de la gramàtica.
Dels seus escrits, que sembla que van ser nombrosos, se'n mencionen especialment dos, un diàleg (πσιητω̂ν "poietron", poesia) protagonitzat per Plató i Isòcrates d'Atenes, i una obra històrica titulada Περὶ ἱστορίας ("Perí istorías" Sobre la història).